# هنريكي كوردوفا
هنريكي كوردوفا هو سياسي برازيلي، ولد في 21 ديسمبر 1938 في São Joaquim ‏ في البرازيل، وتوفي في 15 نوفمبر 2020 في لاخيس في البرازيل. نشط حزبياً في Democratic Social Party ‏. في 1986 Brazilian parliamentary election ‏، انتخب عضو مجلس النواب البرازيلي ‏ عن دائرة Santa Catarina ‏.